# 刘厚明
刘厚明（1933年9月29日—1989年4月22日），中华人民共和国剧作家、儿童文学作家，一级编剧，中华全国青年联合会原副主席。

## 生平
1953年毕业于北京师范学校。1956年加入中国作家协会。1961年到北京市文联从事专业创作。1965年到北京人民艺术剧院担任编剧。1986年到文化部工作，歷任社会文化局副局长、少年儿童文化司司长。1989年4月22日於北京市逝世，享年55歲。